# Eugène Cicéri
Eugène Cicéri (Parigi, 27 gennaio 1813 – Bourron-Marlotte, 20 aprile 1890) è stato un pittore, illustratore e incisore francese.
Era l'ultimo figlio ed allievo del pittore e scenografo  Pierre-Luc-Charles Cicéri e nipote per parte di madre del pittore Jean-Baptiste Isabey. La madre era sorella del pittore Eugène Isabey.

## Biografia

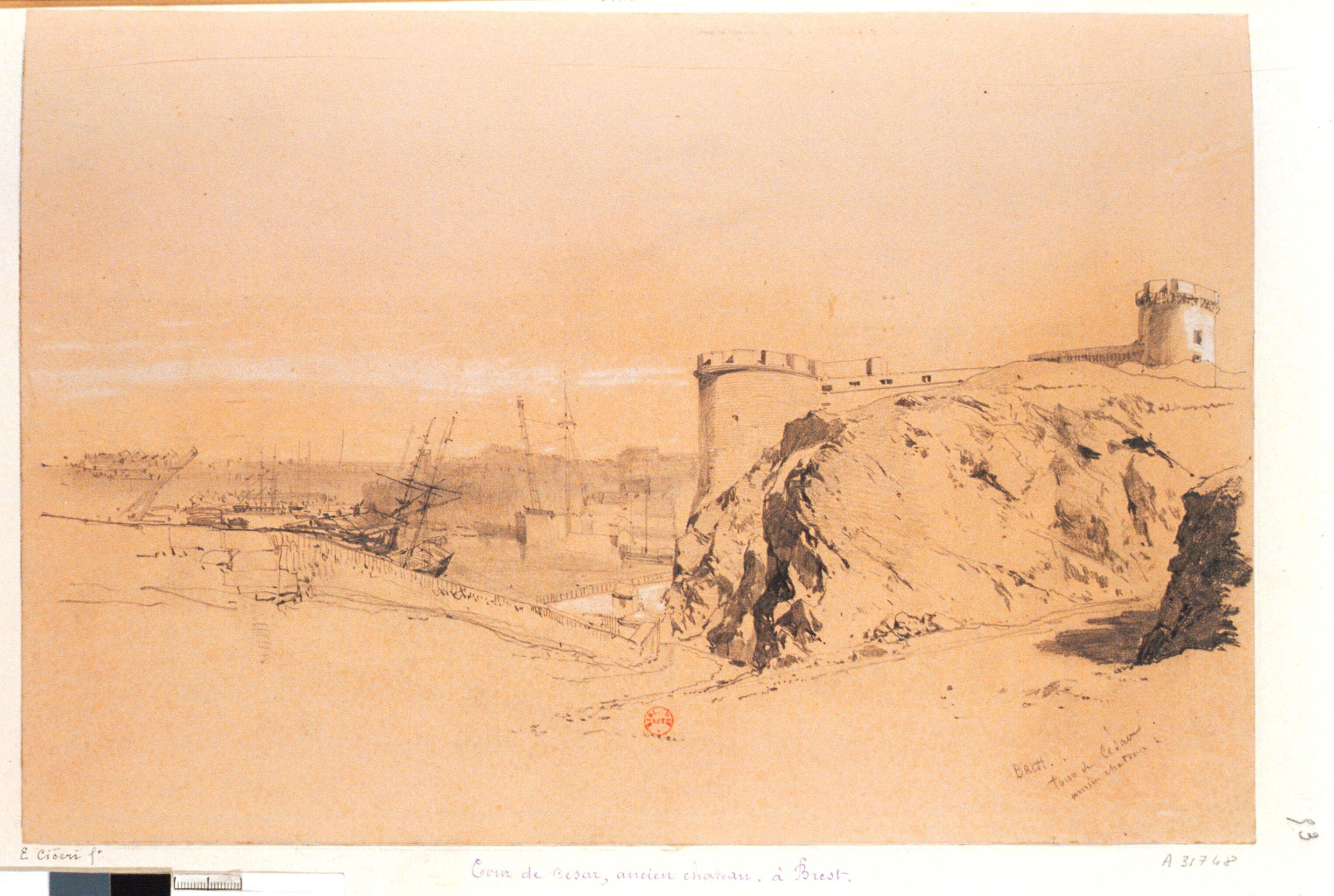
Castello di Brest: la torre di Cesare (verso il 1845), disegno, Parigi, Biblioteca nazionale di Francia.

Ricevette i primi insegnamenti sulla pittura dal padre e dallo zio materno Eugène. Subì l'influenza della Scuola di Barbizon. Lavorò ai paesaggi presso Fontainebleau e dintorni e nel villaggio di Bourron-Marlotte, ove si stabilì nel 1849.
Espose al pubblico per la prima volta i suoi lavori al Salone di pittura e scultura di Parigi nel 1851. L'anno successivo la sua Vue prise au bord du Loing gli fruttò una medaglia di seconda classe.
Pittore e acquarellista, seguì la moda degli "artisti viaggianti" e pubblicò raccolte di litografie ricavate dai suoi disegni, che testimoniano la preoccupazione per un realismo più marcato di quello dei suoi predecessori romantici, facendo ricorso al nuovo mezzo espressivo della fotografia come documentazione. Il viaggio nelle Alpi e nei Pirenei (Les Pyrénées dessinées d'après nature et lithographiées; La Suisse et la Savoie). Partecipò alle  illustrazioni delle grandi raccolte del barone Taylor e di Charles Nodier, i Voyages pittoresques et romantiques dans l'ancienne France, in particolare con vedute della Bretagna.

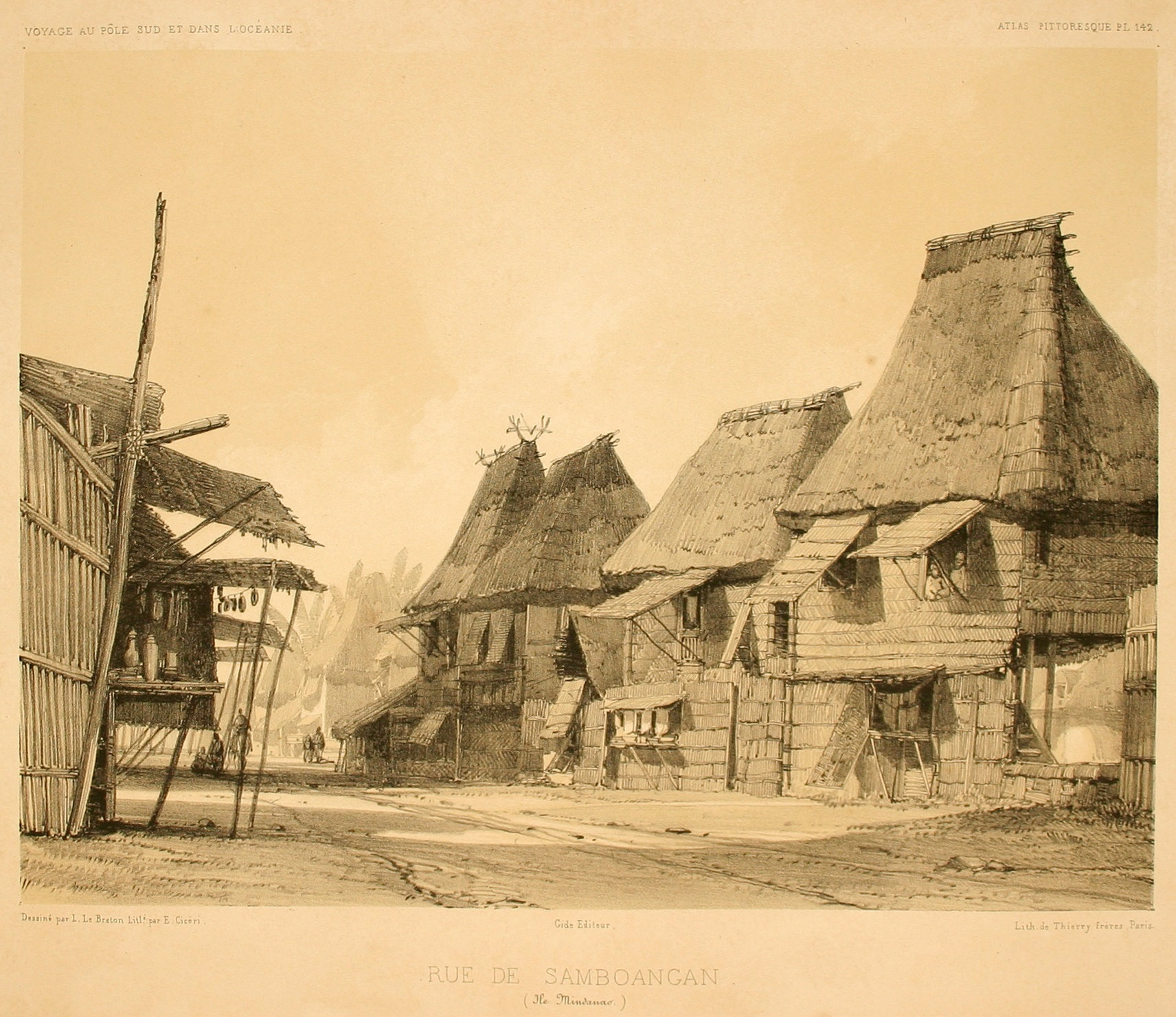
Illustrazione per il Voyage en Océanie et au Pôle Sud di Dumont d'Urville (1846), litografia di Eugène Cicéri da un disegno di Louis Le Breton.

Realizzò alcuni paesaggi in Africa del Nord, che gli valsero la classificazione fra i pittori orientalisti.
Come suo padre,  realizzò anche decorazioni per teatro.

## Raccolte pubbliche
- Parigi, Museo del Louvre :
  - Paysage avec maisons et figures, guazzo e acquarello[3]
  - Paysage de plaine avec un couple et un enfant, vu de dos, 1830, acquarello[4]
- Museo delle belle arti di Angers: Une Cour de ferme, 1837, gesso e acquarello[5]
- Digione, museo Magnin:
  - Paysage rocheux, vecchio titolo: Paysage montagneux, acquarello[6]
  - Un coude de la Seine à Bougival, 1872, carboncino e gesso[7]
  - Une rue de Raincy, 1874, carboncino e gesso[8]
- Museo delle belle arti di Pau: Vue générale des Eaux-Bonnes, 1858, lithographie[9]
- Perpignano, museo Hyacinthe Rigaud: Le Lac, acquarello[10]
- Museo delle Belle Arti di Rennes: Paysage, bords de rivière, 1878, olio su legno[11]